# Aljonka
Aljonka (russisk: Алёнка) er en sovjetisk spillefilm fra 1961 af Boris Barnet.

## Medvirkende
- Natalja Ovodova som Aljonka Muratova
- Irina Zarubina som Vasilisa Petrovna
- Vasilij Sjuksjin som Stepan Revan
- Nikolaj Bogoljubov som Dmitrij Prokofittj
- Erast Garin som Konstantin Venyaminovitj